# Philip Jackson (acteur)
Philip Jackson (Retford, 18 juni 1948) is een Engelse acteur, zanger en televisiepresentator, hij is het meest bekend door zijn rol als Chief Inspector Japp in de televisieserie Agatha Christie's Poirot.
Hij speelde ook Abbot Hugo de Rainault, broer van de Sheriff of Nottingham, in Robin of Sherwood.
Jackson begon met een studie drama en Duitse taal aan de University of Bristol, en werkte in theaters in Liverpool en Londen.
Hij is getrouwd met Sally en heeft met haar twee kinderen.

## Selectie film- en televisierollen
- Porridge (1974) - als Melvin 'Dylan' Bottomley
- Last of the Summer Wine (1976)- als Gordon
- Pennies from Heaven (1978) - als Dave
- Scum (1979) - als Greaves
- Give My Regards to Broad Street (1984) - als Alan
- Robin of Sherwood (1984-1986) - als Abbot Hugo de Rainault
- The Fourth Protocol (1987) - als Burkinshaw
- Hamish Macbeth, A Perfectly Simple Explanation  (1996) - als Malachi McBean
- Brassed Off (1996) - als Jim
- Touching Evil (1997) - als Jim Keller
- Bramwell (1 episode, 1997) - als Ronald
- Cousin Bette (1998) - als De Wissembourg
- Murder Most Horrid (2 episodes, 1994-1999)
- Silent Witness, "Faith" (2001) - als DI Mike Toner
- Crime and Punishment (2002) - als Marmaladov
- Cruise of the Gods (2002) - als Hugh Bispham
- Agatha Christie's Poirot (1989-2002) - als Chief Inspector James Japp
- Little Britain (1 episode, 2003) - als Breakfast Cereal Director
- Heartbeat (2 episodes, 1998-2004) - als Brian Simpson
- A Touch of Frost (2 episodes, 1999-2005) - als DS Sharpe
- Funland (2005) - als Leo Finch
- Foyle's War, Invasion (2006) - als Alan Carter
- New Tricks (2006)
- The Chase (2007)
- A Place of Execution (2008)
- The Long Walk to Finchley (2008)
- Crooked House tv (2008)
- Margaret (2009)
- Midsomer Murders (2009) in aflevering The glitch - als Daniel Snape